# Concha Velasco
Concepción Velasco Varona, conhecida como Concha ou Conchita Velasco (Valladolid, 29 de novembro de 1939 – Madrid, 2 de dezembro de 2023) foi uma atriz, cantora, dançarina e apresentadora de TV espanhola. 
Estudou dança clássica e espanhola em Madri e no Conservatório Nacional dos dez aos vinte anos. Estreou como dançarina do corpo de balé da Ópera da Corunha e na companhia de Manolo Caracol como dançarina de flamenco. Mais tarde estreou ao lado de Celia Gámez. É tia da também atriz Manuela Velasco e sobriha do pintor artístico Carmelo Garcia Varona Mardones. No verão de 1975 começou um relacionamento com Fernando Arribas, que terminou no início de 1976. Casou-se com Paco Marsó, de quem se divorciou em julho de 2010 e que morreu em novembro do mesmo ano.

## Morte
Velasco morreu em 2 de dezembro de 2023, aos 84 anos, no Hospital Puerta de Hierro em Madrid.

## Carreira

### Filmografia
- Flow (2014)
- Rabia (2009)
- Enloquecidas (2008)
- Chuecatown (2007)
- El Festival cortometraje musical (2007)
- B & B (2006)
- Bienvenido a casa (2005)
- El oro de Moscú (2002)
- Los pasos perdidos (2001)
- km. 0 (2000)
- París-Tombuctú (1999)
- Sombras y luces. Cien años de cine español (1996)
- Más allá del jardín (1996)
- Yo me bajo en la próxima, ¿y usted? (1992)
- Esquilache (1989)
- La hora bruja (1985)
- La colmena (1982)
- Ernesto (1979)
- Cinco tenedores (1979)
- Jaque a la dama (1978)
- Esposa y amante (1977)
- Libertad provisional (1976)
- Las largas vacaciones del 36 (1976)
- Un lujo a su alcance (1975)
- Pim, pam, pum... ¡fuego! (1975)
- Las bodas de Blanca (1975)
- Yo soy Fulana de Tal  (1975)
- Mi mujer es muy decente dentro de lo que cabe (1974)
- Tormento (1974)
- El Love Feroz o Cuando los hijos juegan al amor (1973)
- El amor empieza a medianoche (1973)
- Venta por pisos (1972)
- No encontré rosas para mi madre (1972)
- Los gallos de la madrugada (1971)
- En la red de mi canción (1971)
- Préstame quince días (1971)
- Me debes un muerto (1971)
- En un lugar de La Manga (1970)
- Después de los nueve meses (1970)
- La decente (1970)
- Juicio de faldas (1969)
- Matrimonios separados (1969)
- Cuatro noches de boda (1969)
- Susana (1969)
- El taxi de los conflictos (1969)
- Los que tocan el piano (1968)
- Relaciones casi públicas (1968)
- Una vez al año, ser hippy no hace daño (1968)
- Las que tienen que servir (1967)
- María y la otra (1967)
- Pero... ¿en qué país vivimos? (1967)
- El arte de casarse (1966)
- Hoy como ayer (1966)
- El arte de no casarse (1966)
- Viaje de novios a la italiana (1965)
- Historias de la televisión (1965)
- Casi un caballero (1964)
- La verbena de la Paloma (1963)
- La boda era a las doce (1963)
- Sabían demasiado (1962)
- Trampa para Catalina (1961)
- Martes y trece (1961)
- El indulto (1961)
- Julia y el celacanto (1961)
- La paz empieza nunca (1960)
- Amor bajo cero (1960)
- Festival en Benidorm (1960)
- Vida sin risas (1959)
- Crimen para recién casados (1959)
- Los tramposos (1959)
- El día de los enamorados (1959)
- Julia y el celacanto (1959)
- Las chicas de la Cruz Roja (1958)
- Muchachas de vacaciones (1957)
- Mensajeros de paz (1957)
- Los maridos no cenan en casa (1956)
- Dos novias para un torero (1956)
- La fierecilla domada (1956)
- El bandido generoso (1954)
- La reina mora (1954)

### Teatro
- El funeral (2018-?)
- Reina Juana (2016-2017)
- Olivia y Eugenio (2014-2015)
- Hécuba (2013-14)
- Hélade (2012)
- Concha, yo lo que quiero es bailar (2011-12)
- La vida por delante (2009-11)
- Filomena Marturano (2006)
- Inés desabrochada (2003)
- Hello, Dolly! (2001)
- Las manzanas del viernes (1999)
- La rosa tatuada (1997)
- La truhana (1992)
- Carmen, Carmen (1988)
- Mamá quiero ser artista (1986)
- Buenas noches, madre (1985)
- Yo me bajo en la próxima, ¿y usted? (1981)
- Santa Teresa de Jesús (1982)
- Filomena Marturano (1979)
- Las arrecogías del beaterio de Santa María Egipciaca (1977)
- Las cítaras colgadas de los árboles (1974)
- Abelardo y Eloísa (1972)
- Llegada de los dioses (1971)
- El alma se serena (1969)
- Una chica en mi sopa (1967)
- El cumpleaños de la tortuga (1966)
- Elena para los miércoles (1965)
- Don Juan Tenorio (1964)
- Las que tienen que servir (1962)
- The boyfriend (1962)
- Los derechos de la mujer (1962)
- Ven y ven... al Eslava (1959)

### Televisão

#### Series de televisão
| Ano             | Série                      | Canal     | Personahem                     | Notas        |
| --------------- | -------------------------- | --------- | ------------------------------ | ------------ |
| 1964 - 1965     | Confidencias               | La 1      | Alicia                         | 2 episódios  |
| 1966            | Tiempo y hora              | La 1      |                                | 1 episódio   |
| 1971            | Las doce caras de Eva      | La 1      | Luz de Benito                  | 1 episódio   |
| 1976            | Este señor de negro        | La 1      | Dolores                        | 1 episódio   |
| 1983            | Teresa de Jesús            | La 1      | Teresa de Ávila                | 8 episódios  |
| 1996            | Yo, una mujer              | Antena 3  | Elena Andrade                  | 13 episódios |
| 1997            | Mamá quiere ser artista    | Antena 3  | Leonor                         | 6 episódios  |
| 1998            | Compañeros                 | Antena 3  | Charo                          | 12 episódios |
| 2004            | ¿Se puede?                 | La 1      |                                | 1 episódio   |
| 2005            | Las cerezas del cementerio | La 1      | Beatriz                        | TV-Movie     |
| 2005            | Motivos personales         | Telecinco | Aurora Acosta                  | 27 episódios |
| 2007 - 2009     | Herederos                  | La 1      | Carmen Orozco Argenta          | 36 episódios |
| 2010            | Las chicas de oro          | La 1      | Doroti                         | 26 episódios |
| 2011            | Hospital Central           | Telecinco | Carmen                         | 2 episódios  |
| 2011 - 2013     | Gran Hotel                 | Antena 3  | Ángela Salinas vda. de Cernuda | 39 episódios |
| 2016            | Bajo sospecha              | Antena 3  | Adela Valcárcel                | 10 episódios |
| 2016            | Velvet                     | Antena 3  | Petra Alcalde Vargas           | 5 episódios  |
| 2017 - presente | Las chicas del cable       | Netflix   | Doña Carmen Cifuentes          | 16 episódios |

#### Programas de televisão
| Ano             | Programa                     | Canal     | Papel                     | Notas        |
| --------------- | ---------------------------- | --------- | ------------------------- | ------------ |
| 1964 - 1965     | Primera fila                 | La 1      | Actriz de obras de teatro | 3 programas  |
| 1965 - 1973     | Estudio 1                    | La 1      | Actriz de obras de teatro | 6 programas  |
| 1983 - 1986     | Especiales Fin de Año        | La 1      | Apresentadora             | 4 programas  |
| 1985            | La comedia musical española  | La 1      | Actriz de obras de teatro | 3 programas  |
| 1990 - 1991     | Viva el espectáculo          | La 1      | Apresentadora             | 46 programas |
| 1992            | Desde Palma, queridos padres | Telecinco | Apresentadora             | 10 programas |
| 1992 - 1993     | Querida Concha               | Telecinco | Apresentadora             | 29 programas |
| 1992 - 1993     | Queridos padres              | Telecinco | Apresentadora             | 22 programas |
| 1993 - 1994     | Encantada de la vida         | Antena 3  | Apresentadora             | 39 programas |
| 1999            | Sorpresa, sorpresa           | Antena 3  | Apresentadora             | 24 programas |
| 2001 - 2002     | Tiempo al tiempo             | La 1      | Apresentadora             | 45 programas |
| 2006            | Mi abuelo es el mejor        | La 1      | Apresentadora             | 2 programas  |
| 2011 - presente | Cine de barrio               | La 1      | Apresentadora             | ¿? programas |
| 2018 - presente | Sábado Deluxe                | Telecinco | Convidada e colaboradora  | ¿? programas |

### Discografia
- La chica ye-ye (1965)
- Perdida (1966)
- Amores perdidos (1969)
- Magia (1971)
- Peligro (1973)
- Soy como soy (1981)
- Vive (1983)
- ¡Mamá, quiero ser artista! (1986)
- Dos (1991)
- Equivocada (1997)
- Fuego (2001)